# آلجی اسمیت
آلجی اسمیت (به انگلیسی: Algee Smith) (زاده ۷ نوامبر ۱۹۹۴) بازیگر آمریکایی است.
از فیلم‌های معروف او می‌توان به بازی در فیلم دیترویت و مجموعه سرخوشی اشاره کرد.